# Андрейко Килина Федорівна
Килина Федорівна Андрейко (нар. 23 червня 1918, село Рибалки, тепер Козельщинського району Полтавської області) — українська радянська діячка, секретар Полтавського обласного комітету КПУ, заступник голови виконавчого комітету Полтавської обласної ради депутатів трудящих.

## Біографія
Народилася в селянській родині.
Освіта вища. Член ВКП(б).
До лютого 1953 року — 2-й секретар Сенчанського районного комітету КПУ Полтавської області.
З лютого 1953 до лютого 1960 року — завідувач відділу шкіл і вищих навчальних закладів Полтавського обласного комітету КПУ.
5 лютого 1960 — 5 січня 1963 року — секретар Полтавського обласного комітету КПУ з ідеології. 8 січня 1963 — 14 грудня 1964 року — секретар Полтавського промислового обласного комітету КПУ з ідеології.
15 грудня 1964 — 14 серпня 1970 року — заступник голови виконавчого комітету Полтавської обласної ради депутатів трудящих.
Потім — персональний пенсіонер союзного значення в місті Полтаві.

## Нагороди
- два ордени Трудового Червоного Прапора (7.03.1960,)
- орден «Знак Пошани»
- чотири медалі